# NGC 573
NGC 573 (другие обозначения — UGC 1078, ZWG 537.10, IRAS01278+4100, PGC 5638) — галактика в созвездии Андромеда. Открыта Эдуаром Жан-Мари Стефаном в 1881 году. Описание Дрейера: «очень тусклый, очень маленький объект круглой формы, более яркий в середине».
Этот объект входит в число перечисленных в оригинальной редакции «Нового общего каталога».